# Mise en bouche
|  |  |

La mise en bouche designa totes les menges (mezze, canapès, zakuski, antipasti, etc.) que acompanyen l'aperitiu, al començament del menjar. El terme ve del francès i vol dir ''posada en boca''; L'expressió catalana més pròxima és ''fer gola'' o ''obrir la gana''.

## Històric
La mise en bouche moderna és la descendent dels « plats de taula » medievals. Aquests corresponien a un primer servei surant un àpat, un banquet o un festí en el transcurs de l'Edat mitjana. Aquest servei corresponia a una mena d'aperitiu. Era constituït de vi, de bouchées, de talls de llard fumat, de tallades de poma i pa torrat
| « | L'assiette est apparue sur la table en tant que vaisselle individuelle à partir du XVIème siècle. Mais, en tant que pièce de vaisselle, elle existe depuis l'Antiquité (terre cuite, bois, pâte de verre ou métal). Par contre, le mot “assiette” est entré dans la langue française bien avant l'usage des assiettes à table. À l'origine, ce mot avait deux significations : il désignait soit le fait de placer un convive assis à table, soit le fait de mettre les plats de service sur la table. Il a fallu attendre la Renaissance pour que l'assiette, plate ou creuse, soit utilisée en France comme une pièce de vaisselle individuelle, à la place de l'écuelle et du tranchoir. | » |